# Parasericostoma rufum
Parasericostoma rufum är en nattsländeart som beskrevs av Schmid 1964. Parasericostoma rufum ingår i släktet Parasericostoma och familjen krumrörsnattsländor. Inga underarter finns listade i Catalogue of Life.